# Małomiasteczkowy (альбом)
«Małomiasteczkowy» (укр. Маломістечковий / Провінційний) — третій альбом польського співака Давида Подсядла. Видання вийшло 19 жовтня 2018 року на лейблі Sony Music Entertainment Poland. Матеріал був повністю спродюсований Бартошем Дзедзіцем. Альбом представлений в стилі інді-поп та поп. Основною темою текстів є туга та любовні роздуми.
«Małomiasteczkowy» був добре прийнятий музичними критиками. Рецензенти особливо хвалили перехід до легких тем і приємні музичні аранжування. Альбом мав великий комерційний успіх, продемонструвавши високі результати відтворення на стрімінгових сервісах і дебютувавши на першому місці загальнопольського списку продажів OLiS. Альбом був найбільш продаваним в Польщі у 2018 і 2019 роках.
В рамках промоції видання Подсядло вирушив у три концертні тури: «Маломістечковий тур», «Великоміський тур» та «Лісовий музичний тур».

## Історія
Попередній альбом артиста, «Annoyance and Disappointment», вийшов у 2015 році, отримавши хороші оцінки критиків і маючи великий комерційний успіх, продавшись у кількості понад 150 тисяч примірників і отримавши діамантову платівку. Записи також були номіновані на премію Фридерика, а музикант просував альбом під час турів «Andante Cantabile Tour» та «Son of Analog Tour». Наприкінці року артист оголосив про призупинення кар'єри, що полягало, зокрема, у річній перерві у концертній діяльності.
Запис альбому зайняв у артиста близько року, запис розпочався на початку січня і закінчився в червні 2018 року. Музикант відмовився від співпраці з Богданом Кондрацьким, який був продюсером попередніх альбомів, на користь співпраці з Бартошем Дзедзіцем⁣, який продюсував всю музику на альбомі. За обкладинку та графічне оформлення альбому відповідають Бартек Вальчук та Яцек Колодзеський.
6 червня 2018 року вийшов перший сингл під назвою «Małomiasteczkowy», а музикант повідомив, що вже записав весь альбом. 26 вересня Давид відкрив спеціальний акаунт в Instagram, де ділився інформацією про список пісень на альбомі. День по тому альбом можна було замовити в передпродажу через сайт Empiku. 5 жовтня відбулася прем'єра другого синглу під назвою «Nie ma fal». 19 жовтня альбом з'явився на полицях магазинів і став доступним на стримінгових сервісах. Також у день прем'єри альбом можна було придбати безпосередньо у виконавця в кіоску перед Палацом культури й науки у Варшаві. 23 травня 2019 року був випущений третій сингл з альбому під назвою «Trofea». 2 вересня 2019 року вийшов останній сингл під назвою «Najnowszy klip». 29 листопада 2019 року вийшло перевидання альбому під назвою «Re:Małomiasteczkowy».
Альбом спочатку був випущений на CD та в цифровому форматі. 4 жовтня 2019 року, тобто майже через рік після прем'єри, він вийшов на вініловій платівці.

## Пісні
Автор музики і слів — Давид Подсядло та Бартош Дзедзіц. 
| #   | Назва              | Тривалість |
| --- | ------------------ | ---------- |
| 1.  | «Cantate Tutti»    | 3:08       |
| 2.  | «Dżins»            | 5:11       |
| 3.  | «Małomiasteczkowy» | 3:24       |
| 4.  | «Najnowszy klip»   | 3:50       |
| 5.  | «Trofea»           | 3:46       |
| 6.  | «Nie ma fal»       | 3:58       |
| 7.  | «LIS»              | 4:30       |
| 8.  | «Co mówimy?»       | 3:38       |
| 9.  | «Nie kłami»        | 3:15       |
| 10. | «Matylda»          | 5:13       |